# Museum im Seelhaus
Das Museum im Seelhaus ist das Städtische Museum von Bopfingen im Ostalbkreis. Es beherbergt archäologische Exponate aus der Region und eine Ausstellung zur Stadtgeschichte.

## Das Seelhaus
Im Jahr 1505 wurde das Fachwerkhaus für die Pflege von alten und bedürftigen Menschen aus der Reichsstadt als Seelhaus errichtet. Eine Stiftung der Bürgerschaft gab die Mittel zum Bau und Betrieb, wodurch sich die Stifter sowohl um die „armen Seelen“ als auch um ihr eigenes Seelenheil verdient machten. Im Seelhaus kümmerten sich zunächst Seelschwestern um die Bewohner, nach dem Dreißigjährigen Krieg übernahm ein Verwalterehepaar die Organisation. Zur Stiftung gehörte auch Landbesitz, der landwirtschaftlich genutzt wurde. Nach dem Ersten Weltkrieg fiel die Stiftung der Inflation zum Opfer und das Haus wurde als Wohnhaus mit mehreren Wohnungen genutzt. Im Jahr 1987 wurde das Seelhaus nach einer gründlichen Sanierung zum Städtischen Museum ausgebaut.
Vor dem Museum beginnt ein etwa 20 km langer Wanderweg, der zum Ipf und vielen archäologischen Fundplätzen der Umgebung führt.

## Archäologische Abteilung

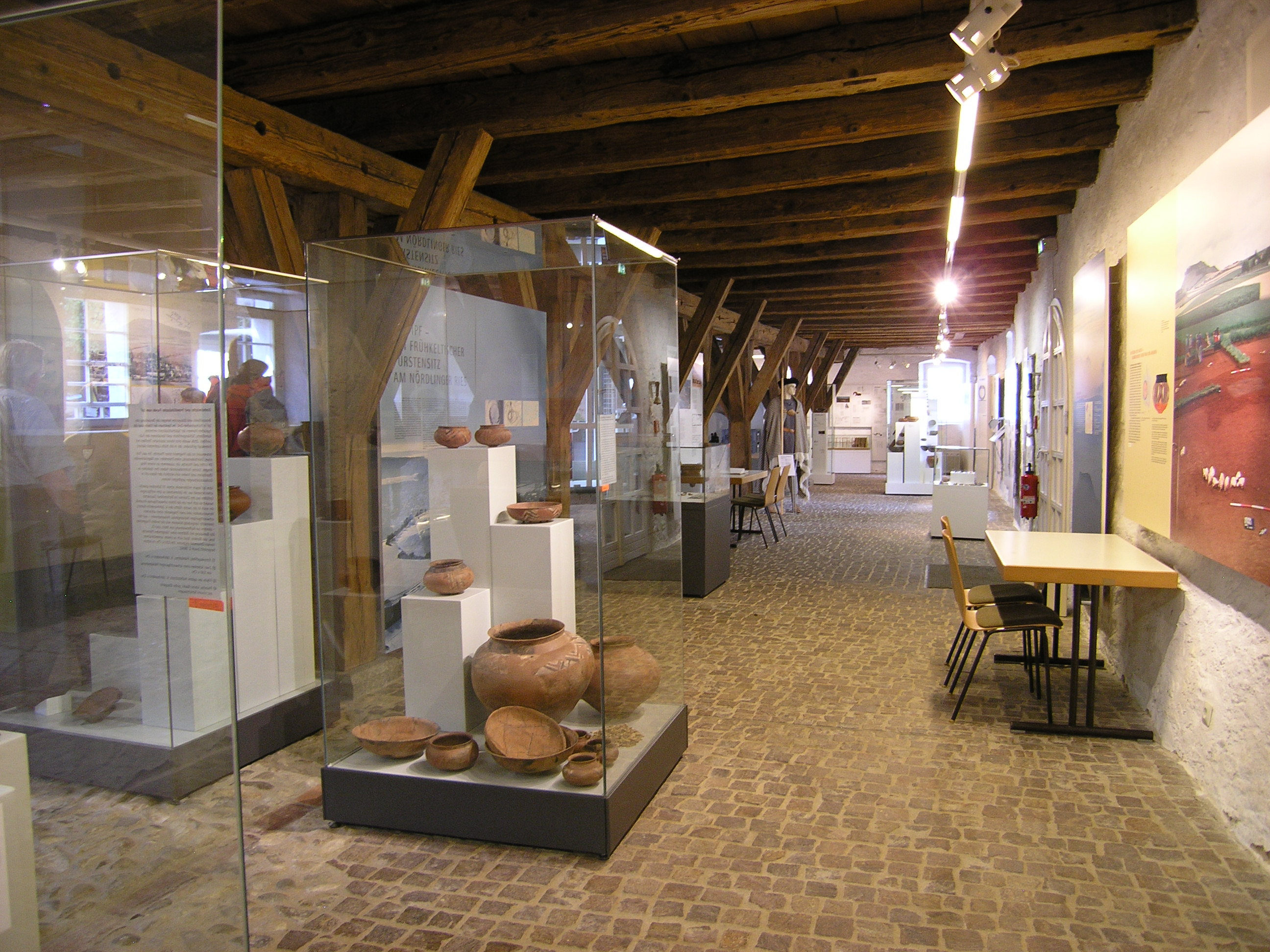
Blick durch das Erdgeschoss des Museums im Seelhaus

Im Erdgeschoss beginnt die Dauerausstellung mit einer kurzen Einführung in die Geologie der Region. Es folgen Keramik und Werkzeuge der Jungsteinzeit, auch mit Rekonstruktionen, zum Beispiel einer Sichel mit Flinteinsatz und eines geschäfteten Dechsels. Die Bronzezeit ist durch Grabkeramik der Hügelgräber von Schweindorf (Neresheim) vertreten. Den Übergang zur Eisenzeit bildet Keramik aus Brandgräbern der späten Urnenfelder- und der Hallstattzeit aus Bopfingen-Trochtelfingen (8./7. Jahrhundert v. Chr.).
Mit Keramikscherben vom Ipf wird Siedlungstätigkeit an dem Berg in der Jungsteinzeit (Rössener Kultur), der Urnenfelderzeit und der Latène-Zeit demonstriert.
Von den frühkeltischen Rechteckhöfen beim nahe gelegenen Weiler Osterholz sind Schmuckstücke ausgestellt, wie Glasperlen und Fibeln, daneben auch Scherben von scheibengedrehter Keramik. Die schnelldrehende Töpferscheibe ist erst seit der Späthallstattzeit in Süddeutschland bekannt und der Scherbenfund belegt damit diese Fertigungstechnik für die Region um den Ipf. Dies wird als ein Indiz auf die Funktion des Ipf als keltischer Fürstensitz gewertet. Dazu kommen Funde von Fernimporten – in der Zisterne eines Rechteckhofes wurden Scherben einer attischen, rotfigurigen Trinkschale ausgegraben. Als weiterer Hinweis gilt die Entdeckung von zwei Großgrabhügeln, von denen der „Hügel 2“ 2003 ausgegraben wurde. Das Museum stellt den hallstattzeitlichen Geschirrsatz aus diesem Frauengrab aus. Es handelt sich teils um glatte, teils um ritzverzierte schwarz-rote Keramik mit weißer Engobe in den Ritzlinien. Sie wird ins späte 7. oder frühe 6. Jahrhundert v. Chr. datiert.

## Stadtgeschichtliche Sammlung
Im Obergeschoss des Museums befinden sich Informationsvitrinen zu den zahlreichen Teilorten von Bopfingen. Ein Raum ist der politischen Stadtgeschichte gewidmet, ein weiterer der örtlichen Kirchengeschichte. Weitere Themen sind die Landwirtschaft, Textilherstellung und Lederindustrie, sowie die Herstellung von Fayencen, Steinzeug und Hafnerware. Urkunden, Handwerkszeug und Alltagsgegenstände zeigen den Wandel des wirtschaftlichen und gesellschaftlichen Lebens durch die Jahrhunderte. In einem kleinen Raum wird auch die Geschichte des Seelhauses selbst dargestellt.

## Galerie

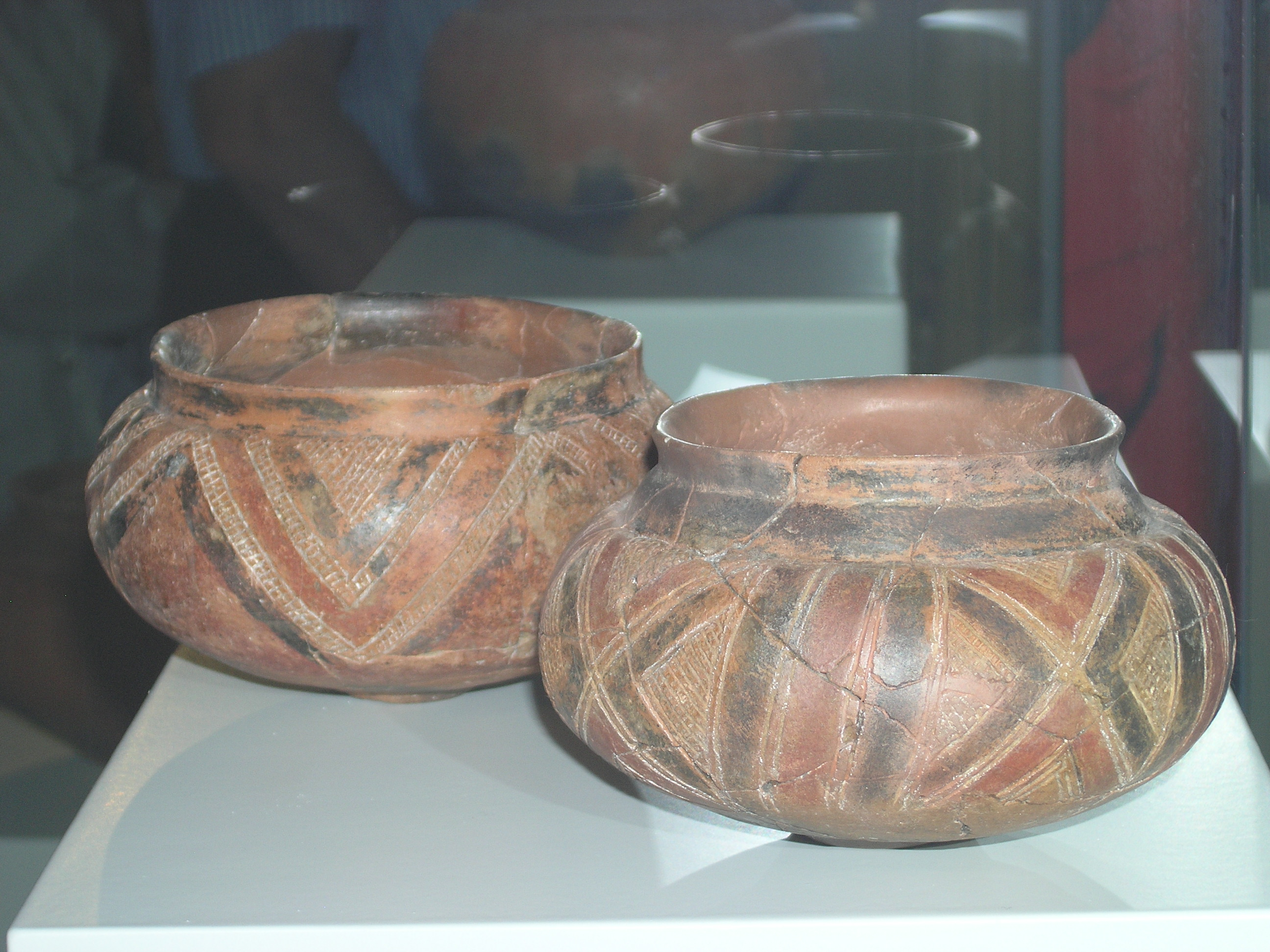
Zwei Schalen vom Geschirrsatz aus Hügel 2 (Hallstatt C zu D1)
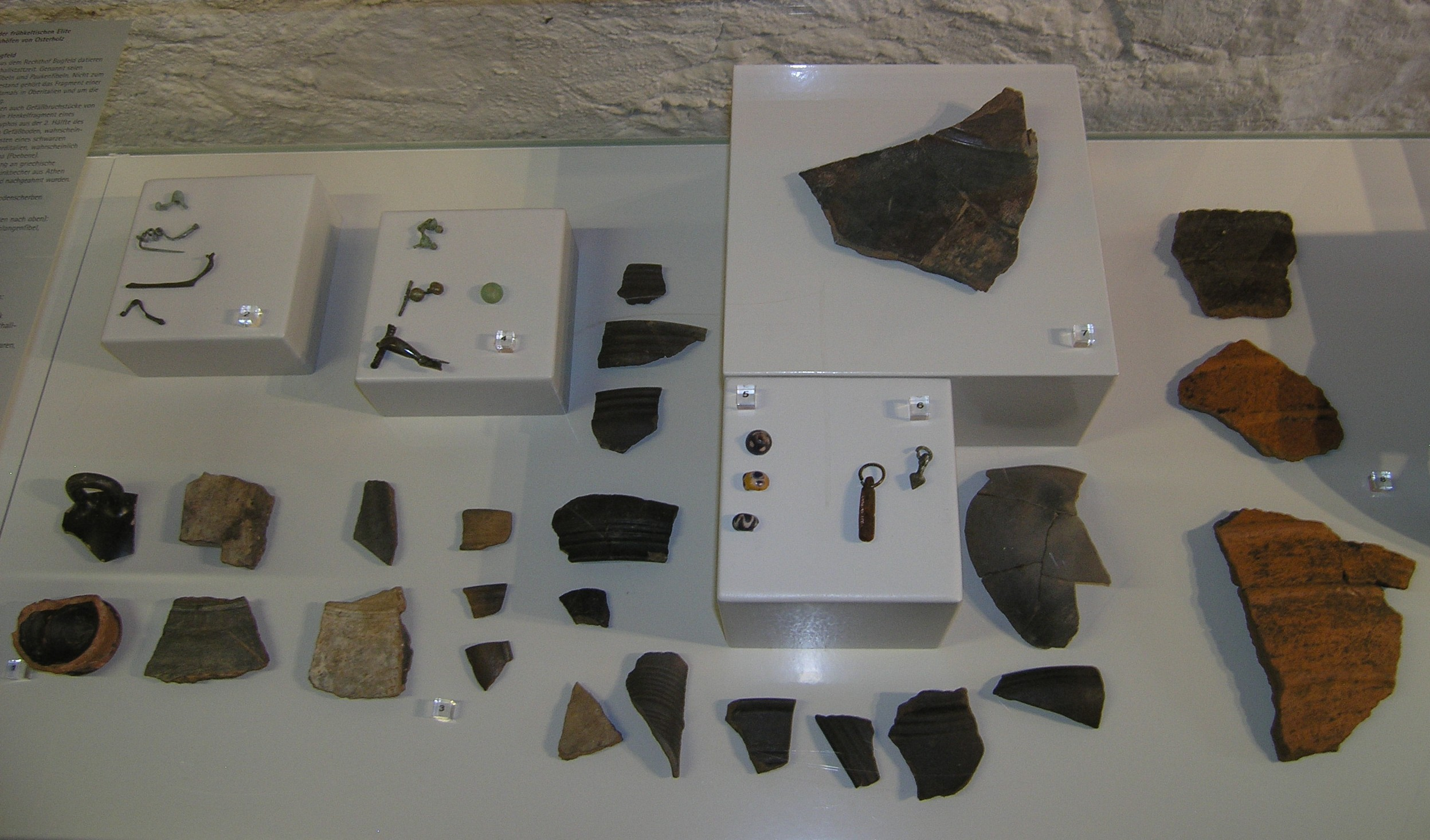
Funde der frühkeltischen Elite aus den Rechteckhöfen von Osterholz
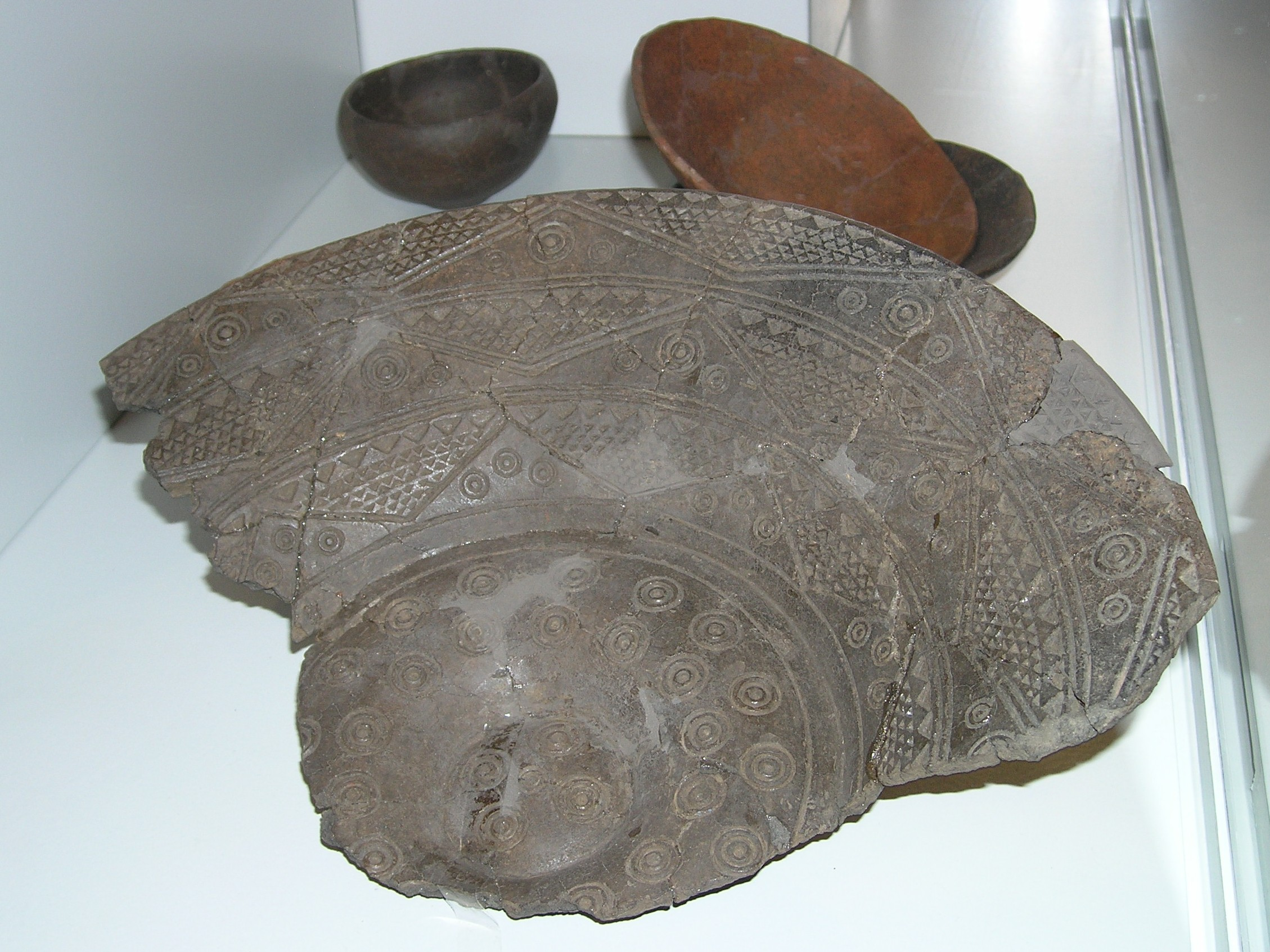
Stempel- und Kerbschnitt-verzierter Stufenteller
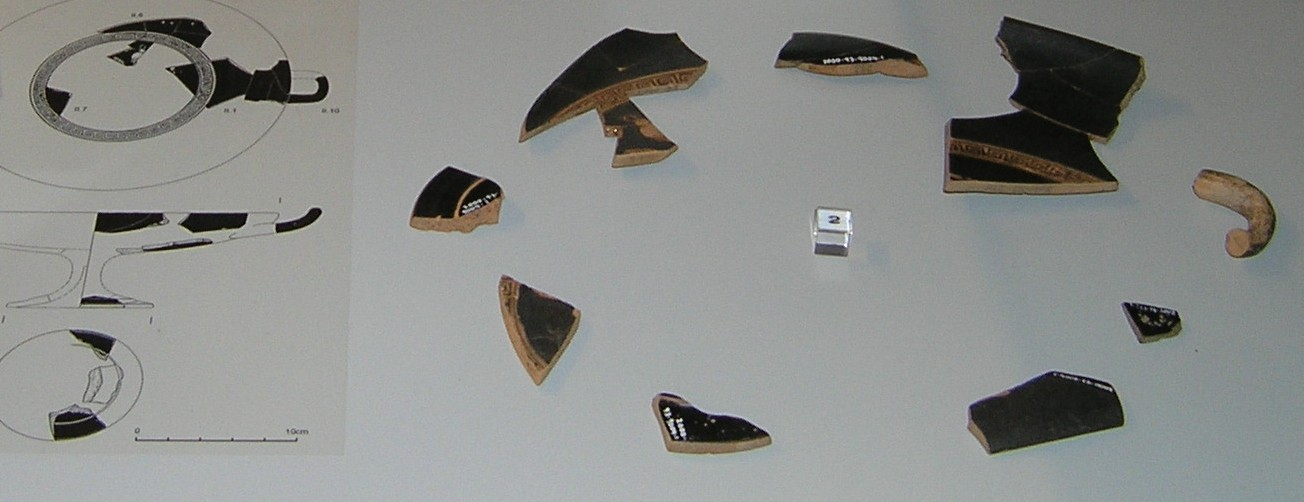
Fragmente einer rotfigurigen, attischen Trinkschale, ca. 460–450 v. Chr.